# Dune (jeu de société, 1979)
Pour les articles homonymes, voir Dune (homonymie).
Dune est un jeu de société fondé sur le roman éponyme de Frank Herbert. Il a été édité en 1979 par Avalon Hill aux États-Unis, suivi en 1984 de deux extensions, Spice Harvest et The Duel. En 1993, Jeux Descartes édite une version française réunissant les extensions.

## Règles du jeu
Dune se joue de 2 à 6 joueurs. Le kit de jeu se compose d’un plateau à dominantes jaunes et orange, de 6 paquets de cartes (dont 2 utilisés pour les règles de base), de marqueurs d’épice (l’argent de Dune), de médaillons représentant les généraux de chaque famille; de 6 “boucliers” permettant à chaque joueur de masquer son argent et ses troupes en réserve et reprenant les atouts de ladite famille, des fiches d’aide de jeu et de quelques accessoires secondaires.
Les règles sont nombreuses mais progressives. On utilise d'abord celles de base puis, on a la possibilité d'utiliser des règles additionnelles et/ou optionnelles, toutes fournies avec le jeu. 
Avec les règles de base, l'objectif principal vise à prendre le contrôle de 3 « citadelles » (des villes et des sietchs).

### Déroulement
Chaque joueur dirige pour cela une des grandes familles de Dune (Atréides, Harkonnen, Guilde Spatiale, Empereur, Fremen, Bene Gesserit), chaque famille ayant des atouts uniques et des faiblesses.
Début : chaque joueur prend une feuille d'aide de jeu et choisit sa maison (si les joueurs ne sont pas d'accord, tirage au sort). Les joueurs suivent les instructions écrites sur leur bouclier de jeu (Note : les pouvoirs des joueurs ont toujours priorité sur les règles, en cas de contradiction).
Puis toutes les rondelles de chef (excepté les chefs incarnés par les joueurs, qui ont une valeur de 10) sont placées dans un récipient opaque, face cachée. Chaque joueur tire alors 4 rondelles et entoure secrètement le nom d'un des chefs adverses tirés (sauf s'il n'a tiré que des chefs à lui). Tous les chefs piochés par les Harkonnens sont des traîtres.
Enfin, chaque joueur tire une carte traîtrise (2 pour les Harkonnens).
On joue chacun à tour de rôle selon différentes contraintes. Le jeu se déroule en 15 tours maximum, chacun composé de 6 étapes :
1. Déplacement de la tempêteun protocole plus ou moins aléatoire selon le niveau de règles utilisé permet de déplacer un marqueur de tempête Coriolis autour du plateau de jeu représentant le planisphère de la planète Arrakis. La tempête balaye tout sur les « secteurs » (portions du planisphère) qu’elle aborde, à l'exception des citadelles et des montagnes.
2. Explosion de l’épicedans les règles de base, il s’agit de retourner la première carte de la pile « épice ». La plupart des cartes représentent un des territoires d’Arrakis et un nombre d’unité d’épice. On place le nombre de « marqueurs d’épice » sur le territoire en question. L’épice étant l’argent du jeu, il convient d’en récolter le plus possible pour accroître ses chances de gagner (et diminuer celles des autres). Les joueurs s’efforceront donc souvent de manœuvrer leurs armées sur le plateau afin d’aller « récolter » cette épice.
Une carte Shai-Hulud (Ver des sables) peut aussi être tirée. Dans ce cas, un nexus (une pause pendant laquelle peuvent se faire et défaire les alliances) se fera, puis, à la fin du nexus, le ver avalera toutes les unités se trouvant sur le territoire désigné par la dernière carte d'épice tirée (excepté les Fremen).
3. Enchère3 cartes « traîtrise » sont tirées de la pile correspondante et mises aux enchères face cachée. Les joueurs peuvent les acheter en relançant sur l’enchère du premier joueur. Ces cartes sont souvent des armes ou des atouts spéciaux décisifs dans les combats. Parfois, ce sont des cartes inutiles, et l'on peut dépenser beaucoup pour elles. Seuls les Atréides évitent cet inconvénient.
4. Enrôlement, débarquement, déplacementChaque joueur a le droit de « ressusciter » gratuitement un certain nombre d’armées précédemment perdues. Ce nombre varie de 1 à 3 et dépend de la famille avec laquelle on joue. C’est l’enrôlement. Le débarquement consiste à transporter des troupes depuis l’espace sur Arrakis. C’est payant (excepté pour le Fremen, qui envoie ses troupes depuis la face cachée d’Arrakis, les troupes peuvent arriver sur tout territoire situé à moins de 3 territoires de la Grande Plaine). Le déplacement permet de mouvoir tout ou une partie des troupes sur la planète d’un nombre de territoires dépendant de la famille avec laquelle on joue ainsi que de quelques autres éléments conjoncturels.
5. BatailleLorsque 2 familles se trouvent sur le même territoire, leurs troupes s'affrontent (sauf si la règle coexistence pacifique du Bene Gesserit est activée). La résolution de la bataille se fait à l’aide des roues de bataille. Chaque joueur compose sur sa roue le nombre d’armées qu’il souhaite engager dans la bataille, place sur la roue le médaillon représentant le général qu’il choisit (chaque famille dispose de 5 généraux plus ou moins forts et tous mortels) ainsi que d’éventuelles cartes « traîtrise » (armes, défense, cartes inutiles pour s’en débarrasser). Les deux joueurs dévoilent leur jeu en même temps, et voilà comment se fait la comparaison.
- Chaque troupe engagée remporte un point. On ne peut mettre plus de troupes qu'on en a dans la bataille.
- Les chefs gagnent des points, selon la valeur marquée sur le médaillon.
- Les armes servent à tuer les généraux ennemis (à condition qu'ils n'aient pas la défense appropriée) et on retire donc leur valeur des points totaux.

Celui qui a le plus de points gagne. Il perd les troupes qu'il a engagé dans la bataille. Le perdant perd toutes ses troupes. Si un général (ou deux) est tué, le gagnant prend leur somme en unités d'épices. Les troupes et généraux morts vont aux cuves du Bene Tleilax (coin supérieur gauche du plateau de jeu). Si l’arme utilisée par un joueur est le laser et la défense utilisée par l'autre est le bouclier, tout est détruit et personne ne gagne d'épice.
6. Récoltetoutes les armées présentes sur un territoire où existe de l’épice récoltent cette épice à raison de 2 unités par tour et par armée présente (d’où l’intérêt de ne pas engager trop d’armées dans une bataille car chaque armée engagée est perdue et ne participe donc pas à l’éventuelle récolte).

### Fin de partie et vainqueur
Comme indiqué plus haut, l'objectif avec les règles de base consiste à prendre le contrôle de 3 « citadelles » (sur 5), celles-ci correspondant à des parties du plateau qu'il faut donc contrôler en étant seul en place à la fin d'un tour. Mais il ne s'agit là qu'une des possibilités de gagner…
Conditions de victoire :
- Contrôler, avec ou sans ses alliés, 3 citadelles (en rouge).
- Fremen : si à la fin de la partie aucun joueur n'a encore gagné et qu'aucun de vos adversaires n'occupe ni le Sietch Tabr ni le Sietch de la Chaîne de Habbanya et qu'en outre ni les Harkonnens ni les Atréides ni l'Empereur n'occupent le Sietch de Tuek, vous êtes proclamé vainqueur.
- Guilde spatiale : si à la fin de la partie aucun joueur n'a encore gagné, vous êtes proclamé vainqueur.
- Bene Gesserit : au début de la partie (avant le choix des traîtres), vous notez sur votre feuille d'aide de jeu le nom d'un joueur et le tour auquel vous pensez qu'il va gagner (vous ne pouvez pas prédire la victoire automatique de la guilde ou des Fremen au dernier tour). Si ce joueur l'emporte, (seul ou comme allié, y compris le vôtre) au tour que vous avez prédit, vous révélez la prédiction et vous seul avez gagné.